# Typograf
Typograf er en stillingsbetegnelse for dem, der arbejder med bogtryk som håndsætter, maskinsætter eller trykker. I 1970'erne blev den gamle trykteknik udskiftet med fotosats, hvorefter stillingsbetegnelsen blev ændret til typotekniker og senere til grafiker (eller mediegrafiker for håndsætterne).
Det kom til store gnidninger, da dagspressen indførte ny teknologi.
I Danmark kom det i 1981 til en ni ugers arbejdskonflikt, som typograferne tabte.
Et eksempel på fagets store omvæltning er dagbladet Information, der i midten af 1980'erne havde eget trykkeri med godt 30 ansatte og i 2003 to typografer med trykningen lagt "ud i byen".